# 戲陽速
戏阳速（?—?），春秋时期卫国人物。
前496年，卫灵公夫人南子和宋朝私通。在洮地会见。太子蒯聩感到羞耻，对戏阳速说：“跟着我去朝见夫人，夫人接见我，我一回头看你，你就杀了她。”戏阳速答应了。于是去朝见南子。南子接见蒯聩，蒯聩回头看了三次，戏阳速不肯向前。南子看到了太子的脸色，哭着逃走，说蒯聩要杀了她。蒯聩逃亡到宋国，告诉别人说：“戏阳速嫁祸于我。”戏阳速对别人说：“是太子嫁祸我，太子无道，派我杀死他的母亲。我不答应。他就杀了我。如果我杀了夫人，他会把罪过推到我身上。所以我答应但不去做，因此暂免一死。民谚有言：‘民保于信。’我是以义作为信用的。”